# Hebei China Fortune Football Club
Hebei China Fortune Football Club (chineză simplificată: 河北华夏幸福足球俱乐部; chineză tradițională: 河北華夏幸福足球俱樂部; pinyin: Héběi Huáxià Xìngfú Zúqiú Jùlèbù) a fost un club de fotbal profesionist situat în Qinhuangdao, Hebei, China. Din 2016 până la desfințarea sa în 2023 a jucat în Super liga din China, maxima categorie națională.

## Lotul actual
| Nr. |                            | Poziție | Jucător          |
| --- | -------------------------- | ------- | ---------------- |
| 1   | Republica Populară Chineză | P       | Ou Ya            |
| 2   | Republica Populară Chineză | F       | Zhao Mingjian    |
| 3   | Republica Populară Chineză | M       | Zhao Yuhao       |
| 4   | Republica Populară Chineză | F       | Jin Yangyang     |
| 5   | Republica Populară Chineză | F       | Du Wei (captain) |
| 6   | Republica Populară Chineză | M       | Luo Senwen       |
| 7   | Republica Populară Chineză | A       | Jiang Ning       |
| 8   | Republica Populară Chineză | M       | Jia Xiaochen     |
| 9   | Republica Populară Chineză | A       | Dong Xuesheng    |
| 10  | Brazilia                   | M       | Hernanes         |
| 11  | Republica Populară Chineză | M       | Gui Hong         |
| 13  | Republica Populară Chineză | M       | Li Haoran        |
| 14  | Coreea de Sud              | F       | Kim Ju-young     |
| 15  | Republica Populară Chineză | M       | Yin Hongbo       |
| 16  | Republica Populară Chineză | F       | Liao Junjian     |
| 17  | Republica Populară Chineză | M       | Zhu Haiwei       |

| Nr. |                            | Poziție | Jucător          |
| --- | -------------------------- | ------- | ---------------- |
| 18  | Republica Populară Chineză | M       | Lu Yang          |
| 19  | Republica Populară Chineză | P       | Yang Cheng       |
| 20  | Republica Populară Chineză | A       | Wang Yang        |
| 21  | Brazilia                   | A       | Aloísio          |
| 22  | Argentina                  | A       | Ezequiel Lavezzi |
| 23  | Republica Populară Chineză | F       | Ren Hang         |
| 25  | Camerun                    | M       | Stéphane Mbia    |
| 26  | Republica Populară Chineză | F       | Jiang Wenjun     |
| 28  | Republica Populară Chineză | M       | Zhang Chengdong  |
| 29  | Republica Populară Chineză | M       | Zhang Lifeng     |
| 30  | Republica Populară Chineză | M       | Li Hang          |
| 31  | Republica Populară Chineză | A       | Xu Tianyuan      |
| 32  | Republica Populară Chineză | F       | Ding Haifeng     |
| 33  | Republica Populară Chineză | F       | Gao Zhunyi       |
| 34  | Republica Populară Chineză | P       | Su Weichao       |
| 35  | Republica Populară Chineză | M       | Che Shiwei       |